# ジェシー・ハン
- ジェシー・ハーン

ジェシー・アレン・ハン（Jesse Allen Hahn, 1989年7月30日 - ）は、 アメリカ合衆国コネチカット州ニューロンドン郡グロトン出身のプロ野球選手（投手）。右投右打。MLBのシアトル・マリナーズ傘下所属。
メディアによっては「ハーン」と表記されることもある。

## 経歴

### プロ入りとレイズ傘下時代
2010年のMLBドラフト6巡目（全体191位）でタンパベイ・レイズから指名された。右肘を故障しており、8月10日にトミー・ジョン手術を受けた後、8月14日にレイズと契約。
2011年は前年の手術の影響でシーズンを全休した。
2012年は傘下のA-級ハドソンバレー・レネゲーズでプロデビュー。14試合に先発登板して2勝2敗、防御率2.77、55奪三振を記録した。
2013年はまずA+級シャーロット・ストーンクラブズでプレーし、19試合に先発登板して2勝1敗、防御率2.15、63奪三振を記録した。夏期にはルーキー級ガルフ・コーストリーグ・レイズで1試合に登板した。オフの11月20日にレイズとメジャー契約を結び、40人枠に登録された。

### パドレス時代
2014年1月22日にブラッド・ボックスバーガー、ローガン・フォーサイスとのトレードで、アレックス・トーレスと共にサンディエゴ・パドレスへ移籍した。3月3日にパドレスと1年契約に合意。3月23日に傘下のAA級サンアントニオ・ミッションズへ配属され、開幕を迎えた。AA級サンアントニオで10試合に登板後、6月3日にメジャーへ昇格し、同日のピッツバーグ・パイレーツ戦で先発起用されメジャーデビュー。1・2回は1安打無失点に抑えたものの、3回表にニール・ウォーカーから2点本塁打を打たれると、4回表にペドロ・アルバレスから2点本塁打を打たれ、その後も2死一・二塁のピンチを招いたため降板し、メジャー初黒星を喫した。翌日の6月4日にAA級サンアントニオへ降格した。6月14日に再昇格し、同日のニューヨーク・メッツ戦では6回を1安打無失点7奪三振に抑え、メジャー初勝利を挙げた。再昇格後は6試合の登板で、5勝1敗、防御率1.46と好投を続けていたが、パドレスは野手不足でジェイス・ピーターソンを昇格させたかったため、前半戦の休養を兼ねてAAA級エルパソ・チワワズへ降格させた。7月25日に再昇格し、5試合に登板。「腕は大丈夫だし、疲れていないよ」と話していたが、この時点でシーズン合計110.1イニング（マイナー含む）を投げており、プロ入り後に右肘の手術を行ったことから球団は休養が必要と考え、8月19日にAA級サンアントニオへ降格させた。8月30日に再昇格したがリリーフとしての起用となり、2試合の登板にとどまった。この年メジャーでは14試合（先発12試合）に登板して7勝4敗、防御率3.07、70奪三振を記録した。

### アスレチックス時代
2014年12月18日にデレク・ノリス、セス・シュトライヒとのトレードで、R.J.アルバレスと共にオークランド・アスレチックスへ移籍した。
2015年は先発ローテーション入りし、16試合に登板して防御率3.35、メジャー初完封を含む6勝6敗、WHIP1.17という好成績をマークした。
2016年は9試合に先発登板したが、2勝4敗、防御率6.02、WHIP1.64と打ち込まれた。なお、マイナーのAAA級ナッシュビル・サウンズでは15試合に先発登板したが、ここでも1勝7敗、防御率4.32、WHIP1.59と芳しくない結果に終わった。
2017年は14試合（先発13試合）に登板して3勝6敗、防御率5.30、55奪三振を記録した。

### ロイヤルズ時代
2018年1月29日にブランドン・モス、ライアン・バクターとのトレードで、ヒース・フィルマイヤーと共にカンザスシティ・ロイヤルズへ移籍した。
2019年オフの12月2日にノンテンダーFAとなったが、13日に1年60万ドルで契約を結び直した。2021年は5試合に登板したものの、セーブとホールドをそれぞれ1つずつ記録しただけで、防御率13.50など芳しくない成績に終わった。オフの11月3日にFAとなった。
2022年と翌2023年は、どのチームにも所属しなかった。

### ドジャース傘下時代
2024年1月17日にロサンゼルス・ドジャースとマイナー契約を結び、スティーブン・ゴンサルベスと共に同年のスプリングトレーニングに招待選手として参加した。スプリングトレーニングではオープン戦に1試合登板しただけであった。開幕はAAA級オクラホマシティ・ベースボールクラブで迎えた。8月30日に自由契約となった。

### マリナーズ時代
2024年9月4日にシアトル・マリナーズとマイナー契約を結び、同日中にAAA級タコマ・レイニアーズに配属された。オフの11月4日に一度はFAとなるも、同月18日にマイナー契約で契約を結び直した。同時に2025年のスプリングトレーニングに招待選手として参加することになった。
2025年はオープン戦計9試合に登板したが、防御率15.00という成績に終わり、3月23日にドリュー・ポメランツと共に自由契約となった。3月27日にマリナーズとマイナー契約で再契約し、28日にAAA級タコマに配属された。4月5日にコディ・ボルトンと入れ替わって自身4年ぶりのメジャー復帰を果たし、同日に敵地オラクル・パークで行われたサンフランシスコ・ジャイアンツ戦でトレント・ソーントンの後を受けて、4年ぶりとなるメジャー登板を果たした（この試合では2回を投げて被安打2、無失点）。2試合に登板後の同月9日にケーシー・ローレンスの昇格に伴ってDFAとなり、4月15日にマリナーズとマイナー契約を結び直した。5月21日に再びアクティブ・ロースター入りしたが、5月23日にDFAとなり、5月26日にAAA級タコマに降格となった。

## 投球スタイル
平均球速152km/hのツーシームと平均球速122km/hのカーブを主体とした投球が持ち味。

## 詳細情報

### 年度別投手成績
| 年 度    | 球 団    | 登 板 | 先 発 | 完 投 | 完 封 | 無 四 球 | 勝 利 | 敗 戦 | セ 丨 ブ | ホ 丨 ル ド | 勝 率 | 打 者 | 投 球 回 | 被 安 打 | 被 本 塁 打 | 与 四 球 | 敬 遠 | 与 死 球 | 奪 三 振 | 暴 投 | ボ 丨 ク | 失 点 | 自 責 点 | 防 御 率 | W H I P |
| -------- | -------- | ----- | ----- | ----- | ----- | -------- | ----- | ----- | -------- | ----------- | ----- | ----- | -------- | -------- | ----------- | -------- | ----- | -------- | -------- | ----- | -------- | ----- | -------- | -------- | ------- |
| 2014     | SD       | 14    | 12    | 0     | 0     | 0        | 7     | 4     | 0        | 0           | .636  | 306   | 73.1     | 57       | 4           | 32       | 1     | 4        | 70       | 4     | 0        | 26    | 25       | 3.07     | 1.21    |
| 2015     | OAK      | 16    | 16    | 1     | 1     | 0        | 6     | 6     | 0        | 0           | .500  | 406   | 96.2     | 88       | 5           | 25       | 1     | 8        | 64       | 7     | 0        | 46    | 36       | 3.35     | 1.17    |
| 2016     | OAK      | 9     | 9     | 0     | 0     | 0        | 2     | 4     | 0        | 0           | .333  | 203   | 46.1     | 57       | 8           | 19       | 1     | 0        | 23       | 2     | 0        | 32    | 31       | 6.02     | 1.64    |
| 2017     | OAK      | 14    | 13    | 0     | 0     | 0        | 3     | 6     | 0        | 0           | .333  | 316   | 69.2     | 78       | 4           | 27       | 0     | 3        | 55       | 2     | 0        | 46    | 41       | 5.30     | 1.51    |
| 2019     | KC       | 6     | 0     | 0     | 0     | 0        | 0     | 1     | 0        | 0           | .000  | 27    | 4.2      | 7        | 1           | 6        | 1     | 0        | 7        | 0     | 0        | 7     | 7        | 13.50    | 2.79    |
| 2020     | KC       | 18    | 0     | 0     | 0     | 0        | 1     | 0     | 3        | 5           | 1.000 | 65    | 17.2     | 4        | 0           | 8        | 0     | 1        | 19       | 2     | 0        | 1     | 1        | 0.52     | 0.69    |
| 2021     | KC       | 5     | 0     | 0     | 0     | 0        | 0     | 0     | 1        | 1           | ----  | 19    | 3.1      | 5        | 2           | 4        | 0     | 1        | 3        | 1     | 0        | 5     | 5        | 13.50    | 2.70    |
| MLB：7年 | MLB：7年 | 82    | 50    | 1     | 1     | 0        | 19    | 21    | 4        | 6           | .475  | 1342  | 311.1    | 296      | 24          | 121      | 4     | 17       | 241      | 18    | 0        | 163   | 146      | 4.22     | 1.34    |

- 2024年度シーズン終了時

### 年度別守備成績
| 年 度 | 球 団 | 投手（P） | 投手（P） | 投手（P） | 投手（P） | 投手（P） | 投手（P） |
| 年 度 | 球 団 | 試 合     | 刺 殺     | 補 殺     | 失 策     | 併 殺     | 守 備 率  |
| ----- | ----- | --------- | --------- | --------- | --------- | --------- | --------- |
| 2014  | SD    | 14        | 0         | 15        | 0         | 0         | 1.000     |
| 2015  | OAK   | 16        | 10        | 13        | 1         | 1         | .958      |
| 2016  | OAK   | 9         | 3         | 6         | 0         | 1         | 1.000     |
| 2017  | OAK   | 14        | 3         | 12        | 2         | 0         | .882      |
| 2019  | KC    | 6         | 0         | 0         | 0         | 0         | ----      |
| 2020  | KC    | 18        | 1         | 1         | 0         | 0         | 1.000     |
| MLB   | MLB   | 77        | 17        | 47        | 3         | 2         | .955      |

- 2024年度シーズン終了時

### 背番号
- 45（2014年）
- 32（2015年 - 2017年、2019年 - 2021年）
- 49（2025年4月5日 - 同月8日）